# Choi Jung-yoon
Choi Jung-yoon (9 de mayo de 1977) es una actriz surcoreana.

## Carrera
Conocida por protagonizar dramas como Romance Hunter (2007), Manny (2011), Ojakgyo Family (2011), An Angel's Choice (2012), y Cheer Up, Mr. Kim!  (2012).
También ha participado en papeles de reparto en la gran pantalla, como en las películas de terror del director Ahn Byeong-ki y la comedia Radio Star (2006).

## Vida personal
El 3 de diciembre de 2011 se casó con el empresario Yoon Tae-jun (el hijo mayor de Park Sung-gyung, vicepresidenta de ventas minorista del conglomerado E-Land Group). Tae-jun fue miembro de la banda Eagle Five. En octubre de 2021 anunció que estaba en el proceso de divorcio.

## Filmografía

### Serie de televisión
| Año  | Título                                       | Rol                              | Red  |
| ---- | -------------------------------------------- | -------------------------------- | ---- |
| 1996 | Three Guys and Three Girls                   | Choi Jung-yoon                   | MBC  |
| 1997 | Beautiful My Lady                            |                                  | SBS  |
| 1997 | Miari No. 1                                  |                                  |      |
| 1998 | Love                                         | Sung-nan                         | MBC  |
| 1998 | Mister Q                                     | Jung Na-rae                      | SBS  |
| 1998 | Song of the Wind                             |                                  |      |
| 1999 | Someone's House                              | Kim Nam-ok                       | KBS1 |
| 2000 | Mr. Duke                                     | Joo Eun-ha                       | MBC  |
| 2000 | Roll of Thunder                              | Sung-ok                          | KBS2 |
| 2001 | Stock Flower                                 | Shin-hee                         | KBS2 |
| 2001 | Orient Theatre                               | Moon Jung-hyun                   | KBS2 |
| 2002 | Honest Living                                | Noh Jung-yoon                    | SBS  |
| 2003 | Rooftop Room Cat                             | Na Hye-ryun                      | MBC  |
| 2004 | Forgiveness                                  | Jung Soo-min                     | KBS2 |
| 2005 | Taereung National Village (MBC Best Theater) | Bang Soo-ah                      | MBC  |
| 2006 | Love Can't Wait                              | Seo Eun-joo                      | MBC  |
| 2007 | Romance Hunter                               | Hong Young-joo                   | tvN  |
| 2007 | Bad Couple                                   | Han Young                        | SBS  |
| 2007 | That Woman Is Scary                          | Baek Eun-ae                      | SBS  |
| 2008 | The Last Scandal of My Life                  | Kim Min-hee (cameo, episodio 16) | MBC  |
| 2009 | Smile, You                                   | Seo Jung-kyung                   | SBS  |
| 2011 | Manny                                        | Seo Do-young                     | tvN  |
| 2011 | Ojakgyo Family                               | Cha Soo-young                    | KBS2 |
| 2012 | An Angel's Choice                            | Choi Eun-seol                    | MBC  |
| 2012 | Cheer Up, Mr. Kim!                           | Chun Ji-young                    | KBS1 |
| 2013 | Boy Meets Girl (Drama Festival)              | Jung Shin-na                     | MBC  |
| 2014 | Can We Fall in Love, Again?                  | Kwon Ji-hyun                     | JTBC |
| 2014 | Cheongdam-dong Scandal                       | Eun Hyun-soo                     | SBS  |

### Cine
| Año  | Título              | Rol                   |
| ---- | ------------------- | --------------------- |
| 1997 | Father              |                       |
| 2000 | Nightmare           | Seon-ae               |
| 2000 | Pisces              |                       |
| 2002 | Phone               | Min Ja-young          |
| 2003 | The Circle          | Son Mi-hyung/San-hong |
| 2004 | Bunshinsaba         | Ho-kyung              |
| 2006 | Radio Star          | Kang Seok-young       |
| 2007 | Voice of a Murderer | Ha Joo-won            |
| 2011 | I Am a Dad          | Soo-kyung             |

### Programas de variedades
| Año  | Título              | Notas                                          |
| ---- | ------------------- | ---------------------------------------------- |
| 2021 | King of Mask Singer | (ep. #297) - concursó como "Love is Returning" |